# Bulbophyllum lineatum
Bulbophyllum lineatum är en orkidéart som först beskrevs av Johannes Elias Teijsmann och Simon Binnendijk, och fick sitt nu gällande namn av Johannes Jacobus Smith. Bulbophyllum lineatum ingår i släktet Bulbophyllum och familjen orkidéer. Inga underarter finns listade i Catalogue of Life.